# Albert Le Grand (écrivain)
Pour l’article ayant un titre homophone, voir Albert le Grand.
Albert Le Grand est un hagiographe breton, frère dominicain, né à Morlaix peut-être en 1599 et décédé entre 1640 et 1644 à Rennes.

## Biographie
Né Jean Le Grand à Morlaix, peut-être en 1599, il est le fils de Jacques, sieur de Loteric, en Guiclan, et d'Anne Noblet. Après des études au couvent dominicain de sa ville natale, il entre dans les ordres au couvent de Rennes vers 1620, où il choisit de se placer sous le patronage d'Albert le Grand, avant de se voir assigné à celui de Morlaix en 1623. On note successivement la présence de frère Albert dans les couvents de son ordre à Quimperlé, Guingamp, Dinan, Vitré, et Nantes (de 1634 à 1636, correspondant à la longue période d’impression de sa somme hagiographique). Cherchant une matière à ses prédications exercées de bourg en bourg, il recueille dans chaque paroisse des traditions locales qu'il entreprend de collecter et recouper avec des sources familiales (travaux de son ancêtre le chanoine Yves Le Grand). En 1627, le vicaire général de la congrégation gallicane des dominicains Noël des Landes lui commande un immense travail de collecte des chronologies, des archives des évêchés, des chartriers des églises et des monastères de toute la Bretagne. Cette compilation aboutit huit ans plus tard à un corpus d'hagiographie bretonne publié en 1637, La Vie des saincts de la Bretaigne armorique qui incarne le courant théologique et universitaire de l'ordre dominicain. S'appuyant sur des sources d'authenticité et de valeur historique variables, son travail hagio-historiographique est interrogé par la critique moderne. Il est mort au couvent de Rennes entre 1640 et 1644.

## Œuvres

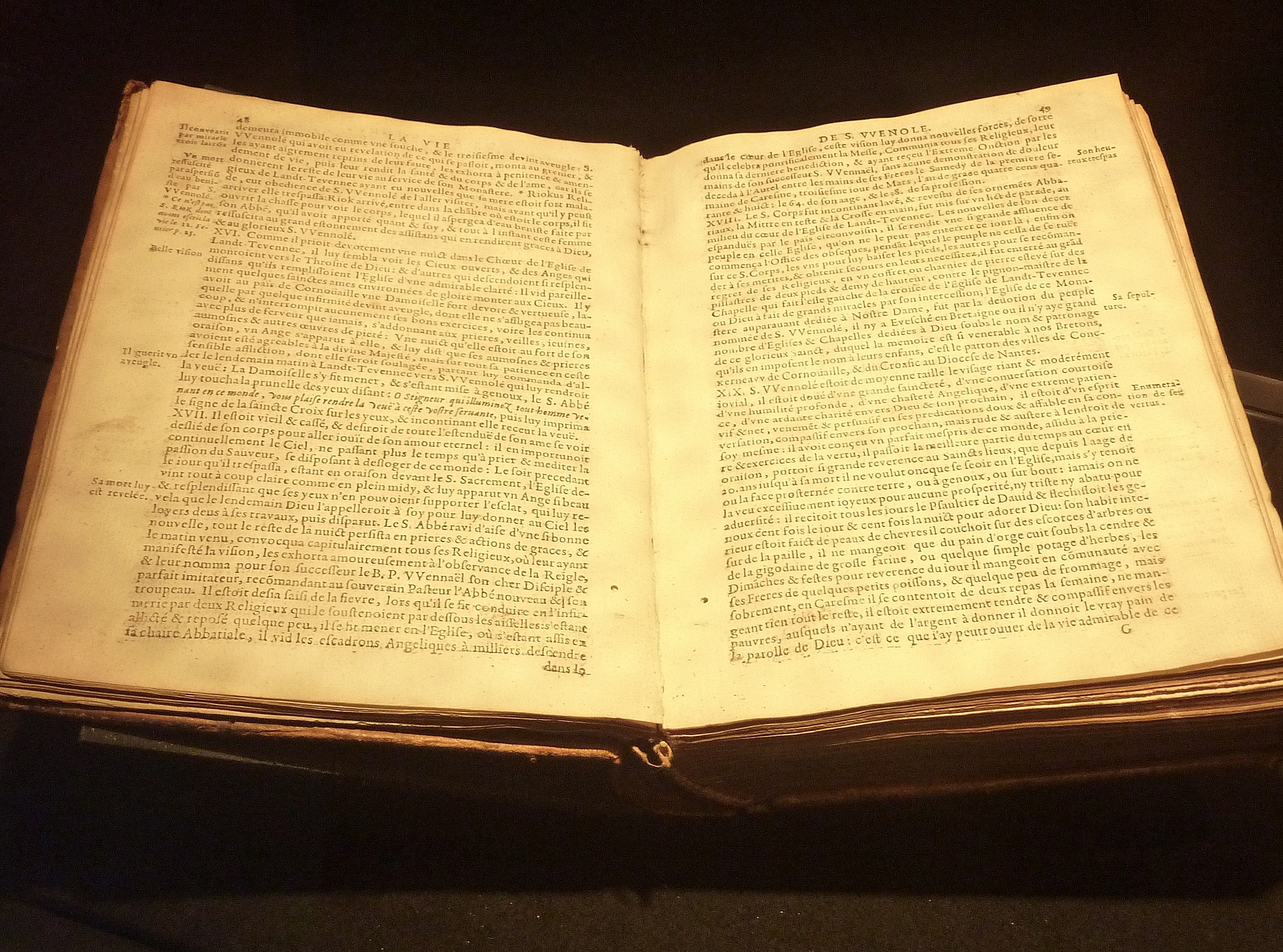
Deux pages de son livre Vie des saincts de la Bretaigne armorique (1637)

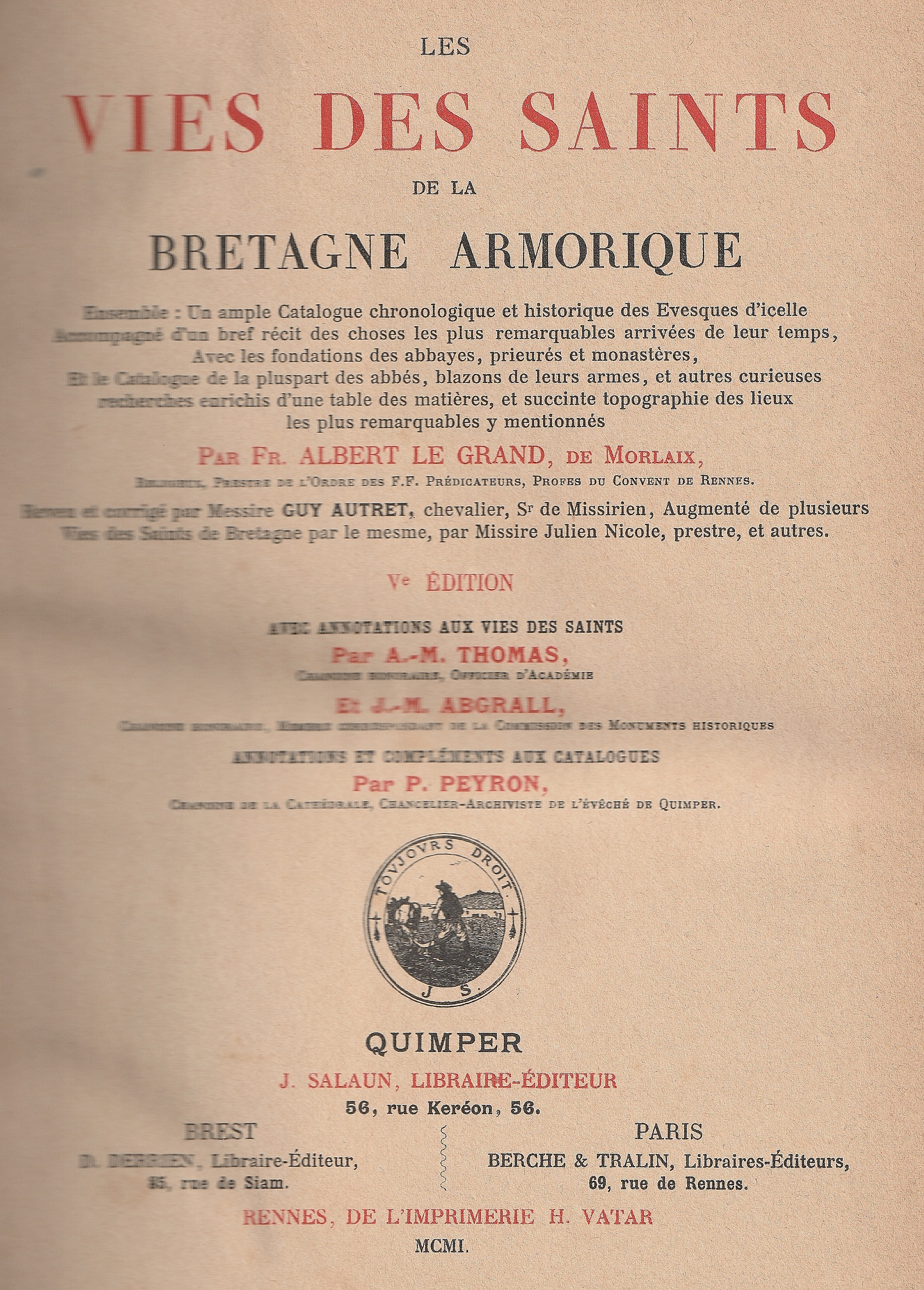
Edition des trois chanoines publiée en 1901

Ses écrits, consacrés à la matière hagiographique et historique bretonne, en partie légendaires, connaissent un grand succès. Il est surtout connu pour sa Vie des saincts de la Bretaigne armorique, publiée en 1637 à Nantes chez Pierre Doriou, et pour laquelle il utilise notamment des manuscrits anciens disparus par la suite. Selon l'historien Joël Cornette, cet ouvrage tient lieu « pendant plusieurs siècles, de Bible et d'abécédaire sous de nombreux toits bretons : c'est bien lui le principal responsable de la fixation du légendaire hagiographique breton… jusqu'à nos jours ! ».
Cette première somme hagiographique bretonne en français comprend 78 vies de saints, 3 récits et 9 catalogues épiscopaux, un pour chacun des diocèses bretons (Saint-Pol-de-Léon, Quimper, Tréguier, Saint-Brieuc, Vannes, Saint-Malo, Nantes, Dol-de-Bretagne et Rennes).
L’ouvrage est réédité et augmenté sous les auspices de Guy Autret de Missirien (Rennes, Jean Vatar, 1659), qui avait collaboré avec le dominicain, puis en 1680. Daniel-Louis Miorcec de Kerdanet en offre une nouvelle édition, sans les catalogues épiscopaux, parue en 1837 (chez P. Anner à Brest). L’édition de référence demeure celle dite « des trois chanoines », publiée en 1901 (J. Salaün, Quimper), due à Alexandre Marie Thomas, Jean-Marie Abgrall et Paul Peyron.
Albert Le Grand publie également en 1640 La Providence de Dieu sur les justes en l'histoire admirable de saint Budoc archevesque de Dol, chez J. Durand à Rennes. Cette vie de saint Budoc est intégrée aux rééditions successives de La Vie des saincts de la Bretaigne armorique (au titre modifié dès sa deuxième réédition en 1680 en Vies des saints de la Bretagne armorique).